# バクー

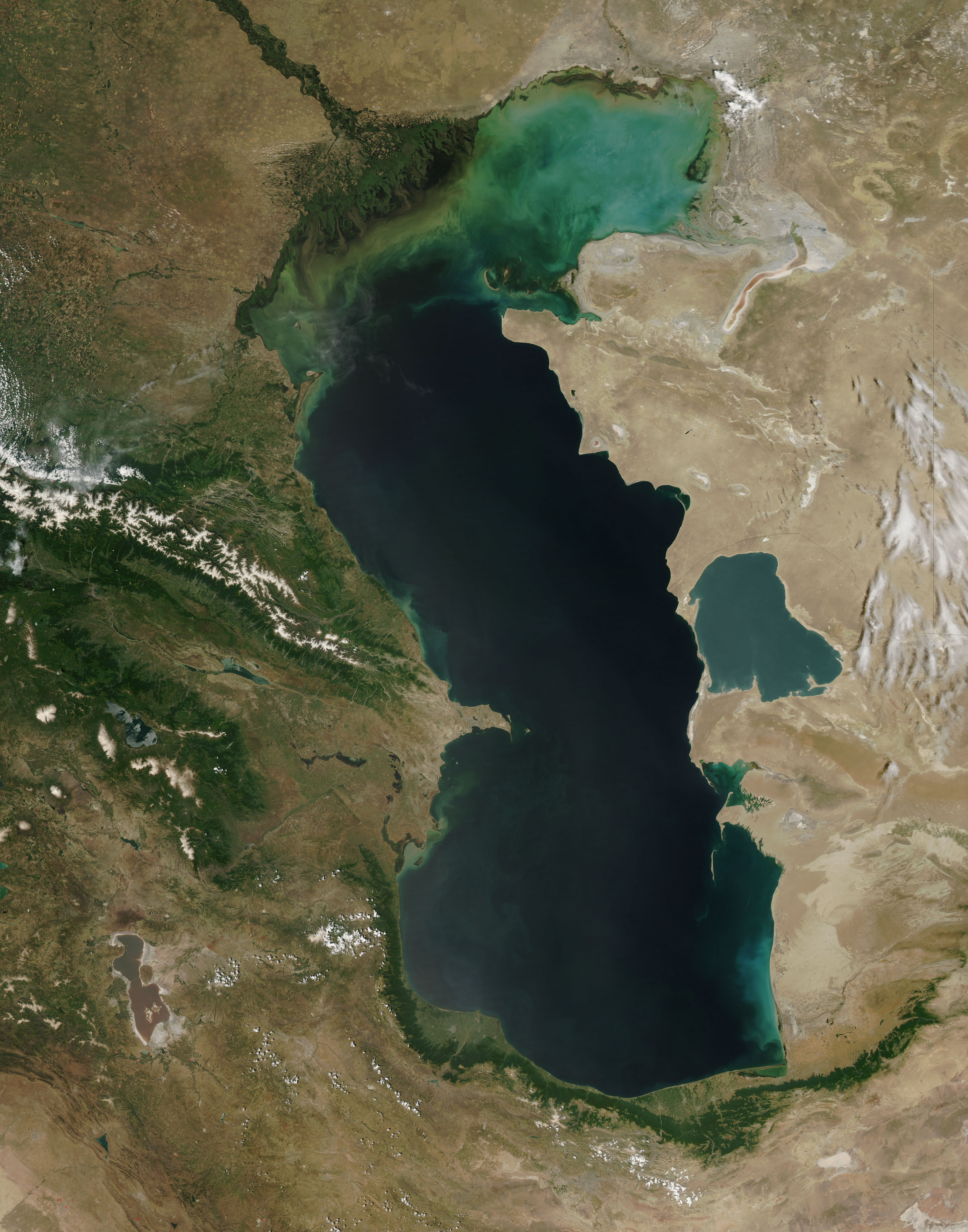
カスピ海 バクーはカスピ海西岸のほぼ中央部に位置する

バクー（アゼルバイジャン語: Bakı、ロシア語: Баку、英語: Baku）は、アゼルバイジャン共和国の首都。

## 概要
カスピ海西岸に突き出したアブシェロン半島南岸に位置し、市街はバクー湾に面するように広がった港町である。行政的には12の行政区、48の町区に分割されており、人口は243万2千人（2023年推定）。アゼルバイジャン最大の都市であると同時に、南カフカース地域でも有数の大都市である。大規模な油田（バクー油田）をもち、帝政ロシア時代から石油の生産地として発展してきた。
日本語名のバクーはキリル文字綴りによるロシア語綴り・アゼルバイジャン語（アゼリー語）旧綴り Баку (Baku) に基づくが、アゼルバイジャン語の発音では母音の前で子音 k が軟音化するためカタカナ表記するならば「バキュ」に近く、現在アゼルバイジャンで使われているアゼルバイジャン語のラテン文字正書法では Bakı と綴る。バクーという名前の由来には諸説あるが、最も一般的なものは、ペルシャ語で「風が吹きつけた」という意味の "bād-kūbe"（バード・クーベ）から来ているとする説が一般的である。
気候は晴天が多く、乾燥している。寒気と暖気がぶつかることで起きる強風が時折吹き付け、先述した語源の根拠となっている。海岸は美しく、市街近郊には温泉や鉱泉がある。
市街の中心はその南西部にあり、イチェリ・シェヘル (İçəri Şəhər) すなわち「内城」と呼ばれる城壁に囲まれた旧市街と、帝政ロシア時代にその周囲に築かれた新市街とに分かれる。その周囲、北から東にかけての平地から丘陵の斜面一帯にソビエト連邦時代につくられた市街が広がっている。近年は豊富なオイルマネーをもとに近未来的な巨大建築物が出現し、「第二のドバイ」「第二のシンガポール」とも呼ばれている。

## 歴史
バクーの地に定住者が存在した痕跡は紀元前の頃のものが発見されているが、都市としてのバクーは5世紀頃に建設されたと考えられている。都市バクーに関する最古の記録は、885年のものであり、その多くはペルシアによるものである。また、油田の存在は8世紀には知られており、10世紀のアラビア人旅行者もバクーの豊富な石油に驚いている。
バクーは、12世紀にこの地方の中心であった内陸部の都市シェマハが地震により破壊されてから都市としての重要性を増し、シルバン・シャー朝の首都となり、港湾都市として栄えた。1501年のサファヴィー朝のイスマーイール1世の攻撃以来、度重なるイランの諸王朝の攻撃を受け、1604年のアッバース1世の軍勢によって城も破壊された。イラン支配の後は、ロシアの侵攻を受ける。1723年、ついにバクーはロシアの包囲の前に降伏する。ロシアがザカフカジエへ膨張することに脅威を感じたアーガー・モハンマド・シャーも、1795年にバクーに侵攻して反撃、帝政ロシアとガージャール朝の角逐が繰り返される。翌1796年、エカチェリーナ2世の命を受けたロシア軍が侵攻、バクーに駐屯地を設ける。パーヴェル1世の治世になるとロシア軍は撤収するが、アレクサンドル1世はバクーに強い関心を示し再度侵攻、最終的に1813年のゴレスターン条約で、バクーやザカフカスはロシア帝国に併合された。
バクーで大掛かりに油井が掘削されたのは1846年である。1872年にロシアが石油産業の国家独占を廃止し、油井を売却すると、ロスチャイルド家など欧米諸国から石油資本が流入して急速に発展を遂げ、未だペルシア湾の油田が開発されていなかった20世紀初頭の帝政末期には、世界の石油生産の過半を占めるほどであった。この時代のバクーは石油産業から近代的工業都市へと発展を遂げ、ロシア人の実業家、流入してきたアゼリー人（アゼルバイジャン人）やアルメニア人の様々な経済・政治・文化活動の中心となった。南方からイスラーム教徒の労働者が溢れ国際都市となった。
アルフレッド・ノーベルは、二人の兄と1878年に『ノーベル兄弟石油会社』を設立して油田開発、ナフサ精製、輸送などを受け持って巨万の富を築いた。
十月革命後、バクーはステパン・シャウミャンが主導するバクー・コミューンの支配下となり、アルメニア革命連盟とヒンメトの支援を受けたボリシェヴィキは、多くのアゼリー人やイスラム教徒を処刑した。1918年、誕生したばかりのザカフカース民主連邦共和国は早々に分裂、ギャンジャで独立を宣言したアゼルバイジャン民主共和国勢力が、オスマン帝国の支援を受けバクーに侵攻した。進駐していたイギリス軍やボリシェヴィキらは駆逐され、バクーはアゼルバイジャン民主共和国の首都となる。この過程で、1918年3月31日の衝突で、数千人のアルメニア人が報復で殺された。この日はアゼルバイジャンで「虐殺記念日」とされている。1920年、赤軍がバクーに進駐、ここを首都とするアゼルバイジャン・ソビエト社会主義共和国が成立した。独ソ戦では、1942年、バクーの油田地帯の占領を狙ってドイツ国防軍が侵攻してきたが、スターリングラードの戦いに重点をおいた枢軸軍の敗北により頓挫した。
ソ連時代は、核実験がバクー近辺で行われており、周辺への住民の健康被害が懸念されたことがある。バクー近辺の核実験が正式に終了したのはソ連崩壊後で、アゼルバイジャンは独立後非核化を実現した。しかし、MRBM保有の噂は絶えない。
ソ連邦崩壊後、アゼルバイジャン領のナゴルノ・カラバフ自治州において、アルメニアへの帰属を求めるアルメニア人の民族運動が活発化すると、多民族都市バクーも民族紛争に巻き込まれ、多くのアルメニア人がアルメニアへと移住する一方、バクーには新たに多くのアゼルバイジャン人難民が流入してきた。
2000年、バクーの内城はシルヴァン・シャー宮殿・乙女の塔とともに世界遺産に登録された（城壁都市バクー）。しかし2000年11月25日のバクー大地震で、危機にさらされている世界遺産リストに2003年に登録された。 しかし2009年に改善・復旧が認められ危機遺産リストから脱した。

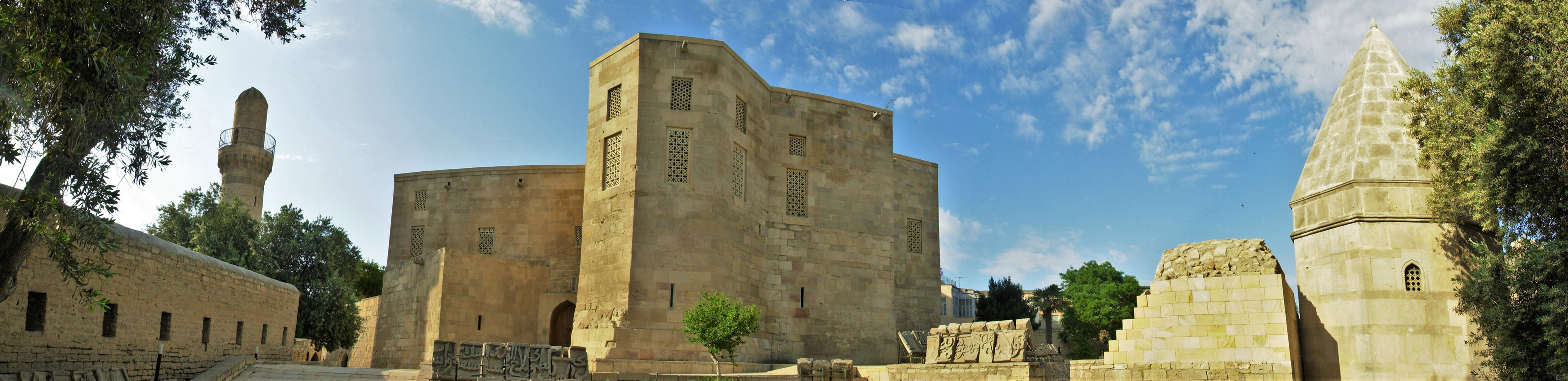
内城にあるシルヴァン・シャー宮殿.

## 民族構成
ソ連時代はアルメニア人、ロシア人、ユダヤ人が多く居住する多民族都市であったが、シナゴーグは破壊され尽くされた。独立後、主にヘイダル・アリエフ政権下でシナゴーグの再建が進んだ。今日のバクー市は、人口の90%をアゼルバイジャン人が占めている。宗教的には人口の94%がイスラム教を信仰している。キリスト教徒は4%で、ロシア正教会、グルジア正教会、モロカン派などの信者である。ユダヤ教信者はごく少数であり、小規模なコミュニティが残存する。

## 地理
北から時計回りに
- アブシェロン県
- スムガイト
- カスピ海
- サリヤン県
- ハジュガブル県（英語版）

に接する。

## 行政区
- ビナガディ地区（アゼルバイジャン語版）
- カラダグ地区（アゼルバイジャン語版）
- ハタイ地区（アゼルバイジャン語版）
- ハザル地区（アゼルバイジャン語版）
- ナリマノフ地区（アゼルバイジャン語版）
- ナシミ地区（アゼルバイジャン語版）
- ニザミ地区（アゼルバイジャン語版）
- ピララヒ地区（アゼルバイジャン語版）（ピララヒ島）
- サベイル地区（アゼルバイジャン語版）
- サブンチ地区（アゼルバイジャン語版）
- スラハン地区（アゼルバイジャン語版）
- ヤサマル地区（アゼルバイジャン語版）

## 史跡・観光地
- 旧市街（英語版）（イチェリ・シェヘル） - 都市の中心部にはかつて旧市街を取り囲んでいた城壁が残っており、2000年12月ユネスコによってアゼルバイジャンで最初のユネスコの世界遺産（文化遺産）に登録された。現存しているほとんどの城壁や塔は、1806年のロシアの征服後に補強されたものである。迷路のような細い小路と古い建物によって非常に古代の趣を感じさせる地区である。
- シルヴァン・シャー宮殿（英語版） - シルヴァン朝の君主が住んでいた宮殿で、バクーでもっとも有名な名所。
- 隊商宿跡 - カースム・ベクの隊商宿やモスク、ムルターニー人（インド商人）やブハラ人（中央アジア商人）の隊商宿
- 乙女の塔（英語版） - 11世紀頃建てられた塔。悲劇の王妃の伝説からこの名がついた。高さは28メートル、8階建て相当で頑丈に作られている。最も人気のあるデートスポット。
- 浴場跡 - ハッジ・ガーイブのハンマーム
- 金曜モスク（ジュマ・モスク） - 元は金曜礼拝に使われるための大モスク。以前は絨毯や美術品の博物館だった。旧市街にもいくつかの小さなモスクがあるが、他の建物と区別するような特徴もなく佇んでいる。12世紀のメドレセ（イスラーム学院）、17世紀のゾロアスター教寺院
- 歴史（文学、芸術）博物館 - 建物自体は、ロシア帝国時代の富豪の大邸宅であった。
- アゼルバイジャン国立美術館
- 「殉教者の共同墓地」（以前はキーロフ公園と呼称）- 1990年1月20日のソ連軍のバクー侵攻や1992年以降のアルメニアとの戦争による戦死者を悼んだものである。
- フレームタワー (Flame Towers)  - 「火の国」アゼルバイジャンにちなみ炎（フレーム）をモチーフにした3棟の巨大タワー（高さ約190m）。夜間は揺らめく炎のように赤くライトアップされる。2012年完成。
- ヘイダル・アリエフ文化センター - アゼルバイジャンの経済発展を主導したヘイダル・アリエフ大統領の名を冠した文化施設。ザハ・ハディドが手がけた曲面的デザインが特徴[5]。2012年完成。
- 軍事戦利品公園 - 市内中心部に2020年ナゴルノ・カラバフ紛争の戦利品などを展示した公園が整備されている。設立時には紛争相手であるアルメニアの反発を招いた[6]。

## 気候
| バクーの気候                 | バクーの気候 | バクーの気候 | バクーの気候 | バクーの気候 | バクーの気候 | バクーの気候 | バクーの気候 | バクーの気候 | バクーの気候 | バクーの気候 | バクーの気候 | バクーの気候 | バクーの気候 |
| 月                           | 1月          | 2月          | 3月          | 4月          | 5月          | 6月          | 7月          | 8月          | 9月          | 10月         | 11月         | 12月         | 年           |
| ---------------------------- | ------------ | ------------ | ------------ | ------------ | ------------ | ------------ | ------------ | ------------ | ------------ | ------------ | ------------ | ------------ | ------------ |
| 平均最高気温 °C （°F）       | 6 (43)       | 6 (43)       | 9 (49)       | 16 (61)      | 22 (71)      | 27 (81)      | 31 (87)      | 29 (85)      | 26 (78)      | 19 (67)      | 23 (74)      | 9 (49)       | 18.6 (65.7)  |
| 平均最低気温 °C （°F）       | 2 (35)       | 2 (35)       | 4 (39)       | 9 (48)       | 14 (58)      | 19 (67)      | 22 (72)      | 23 (73)      | 19 (66)      | 13 (56)      | 8 (47)       | 4 (40)       | 11.6 (53)    |
| 降水量 mm （inch）           | 20 (0.8)     | 20 (0.8)     | 20 (0.8)     | 18 (0.7)     | 18 (0.7)     | 8 (0.3)      | 3 (0.1)      | 5 (0.2)      | 15 (0.6)     | 25 (1.0)     | 30 (1.2)     | 25 (1.0)     | 207 (8.2)    |
| 出典：weather.com 2009-08-19 |              |              |              |              |              |              |              |              |              |              |              |              |              |

## 交通

### 空港
ヘイダル・アリエフ国際空港
バクーの北東20kmに位置する国際空港。カフカース最大の利用者数を誇る。アゼルバイジャン航空の本拠地である。

### 鉄道
アゼルバイジャン国鉄
バクー旅客駅からはアゼルバイジャン各地への列車のほか、モスクワおよびトビリシ方面への国際列車も運行されている。
バクー地下鉄
1967年に開業した地下鉄がある。ソビエト連邦内では、5番目の地下鉄都市であった。現在、Ｘ字型に交差する2路線(33.1km、22駅)。
バクー・フニクラ
バクー市内の西南にあるケーブルカー。

### 船
バクーからのカスピ海国際航路は、トルクメニスタンのトルクメンバシ（カスピ海横断鉄道）を結ぶ鉄道連絡船があるが、新バクー港はバクー市街地とは離れている（南側のアリャートにある）上に鉄道路線が遠回りなため、バクー市街地から港に向かう旅客はバスで移動している。
またイランのノウシャフルとバンダレ・アンザリーへ船便がある。

## スポーツ
- 2016年夏季オリンピック、2020年夏季オリンピックの開催地に立候補をしたが、いずれも一次選考で漏れた。
- 2015年に第1回ヨーロッパ競技大会が開催。メイン会場として68,700人収容のバクー・オリンピックスタジアムが開業した。
- 2016年からフォーミュラ1（F1）アゼルバイジャングランプリ（2017年はヨーロッパグランプリ）[7]をバクー・シティ・サーキットで開催。
- 2018年は世界柔道選手権大会が開催された[8]。
- ネフチ・バクー（サッカー）の本拠地である。
- FKバクー
- AZAL

## 経済

### バクー油田
バクーでの石油の採取は紀元前より行われ、皮袋に詰められラクダでイランやイラクに運ばれたという。その石油は灯火用あるいは建物や船のモルタルに、あるいはミイラの防腐剤として使われた。初めは地表への湧出油を採取していたが9世紀には手掘りの井戸が掘られ、16世紀には石油産業の様相を呈した。1683年にスウェーデン国王の命を受けたドイツ人医師ケンペルが訪れ、欧州人として初めてバクー油田を調査した。1798年にBibi-Heybat湾で世界初の海上生産が試みられたという。19世紀半ばに米国で近代化された石油産業はバクーにも製油技術をもたらし、この地を訪れたロベルト・ノーベルが着目。リュドビック、アルフレッドと共にノーベル兄弟石油会社を設立。これより遅れてロスチャイルドもバクーに参入した。1888年にはバクー原油がスエズ運河を経由して日本に輸入された。1898年にはバクーに230kmのパイプラインが敷かれていた。1901年の時点では3000本以上の石油井戸があり、年間1100万トンが生産され、米国を抜いて世界の石油産出量の半分をバクーが占め、Black Gold Capitalとして世界に知られていた。1920年にボルシェビキがすべての石油資産を接収し、1941年にはソ連の全石油生産の72％を占めていた。1925年にバクーからバツーミ（グルジア）までのパイプラインが完成。1911年から使用開始したロータリー式掘削がこの頃には主流となった。1941年にソ連で最深の井戸が掘られ、3200mに達した。20世紀末になると陸上にある油田のほとんどが枯渇し、アプシェロン半島の先にあるカスピ海海底の3油田（ACG油田）から生産されている。現在でも世界有数の石油産出地であり、バクーの経済も石油を中心として成り立っている。

### BTCパイプライン
カスピ海バクー沖のアゼリ、チラグ、グナシェリ油田（ACG油田）の原油を地中海から輸出するための原油パイプライン。名前はパイプラインの始点、通過点、終点であるバクー、トビリシ（グルジア首都）、ジェイハン（トルコの積出港）の頭文字。全長1768km、輸送能力日量100万バレルで、2005年に完成、通油開始し、2006年にジェイハンから積み出し開始。英国BP、アゼルバイジャン国営石油、シェブロン、スタトイル、TPAO、[Eni]、トタル、伊藤忠、INPEX、コノコフィリップス、Hess、トルコ等日本企業も事業に参加。2008年に日量約85万バレルを輸送していたが、8月5日夜トルコ北東部でクルド人勢力の犯行と見られる爆発があり送油停止、8月末に再開した。

### 脱資源政策
2010年代後半に石油価格下落傾向が続く中、バクーは中東の産油国と同様に観光・交通・ビジネスセンターといった多角事業化を目指している。歴史的な街並みと近未来的な新建築を融合させるホワイトシティ計画が進行し、カスピ海上3,000ヘクタールの巨大水上都市「カザールアイランド」や、高さ世界一（1,050m）になる予定の超高層ビル「アゼルバイジャン・タワー」などのプロジェクトが進んでいる。

## 教育
- バクー国立大学
- 17歳までの学費は全て無料、しかも18歳になっても成績優秀者には大学の学費も無料になる。

## バクー出身の人物
- ガルリ・カスパロフ - チェス・プレイヤー
- ティモール・ラジャボフ（英語版） - チェス・プレイヤー
- レフ・ランダウ - 物理学者
- ムスティスラフ・ロストロポーヴィチ - チェリスト
- リヒャルト・ゾルゲ - スパイ
- ロトフィ・ザデー - 情報工学者
- ファリド・マンスロフ - レスリング選手
- スタス・スパーニン - 画家。史上最年少のプロ画家としてギネスブック登載
- ゲオルギー・シャフナザーロフ - 政治家、政治学者
- ヴァギト・アレクペロフ - ロシアの石油会社ルクオイル創業者

## 姉妹都市
- キズリャル（ロシア連邦）
- グロズヌイ（ロシア連邦）
- バスラ（イラク共和国）
- ボルドー（フランス共和国）
- ダカール（セネガル共和国）
- ヒューストン（アメリカ合衆国テキサス州）
- イスタンブール（トルコ共和国）
- ダーバン（南アフリカ共和国）
- プレトリア（南アフリカ共和国）
- イズミル（トルコ共和国）
- マインツ（ドイツ連邦共和国）
- ナポリ（イタリア共和国）
- サラエヴォ（ボスニア・ヘルツェゴビナ）
- ベオグラード（セルビア）
- ジッダ（サウジアラビア）

## ギャラリー

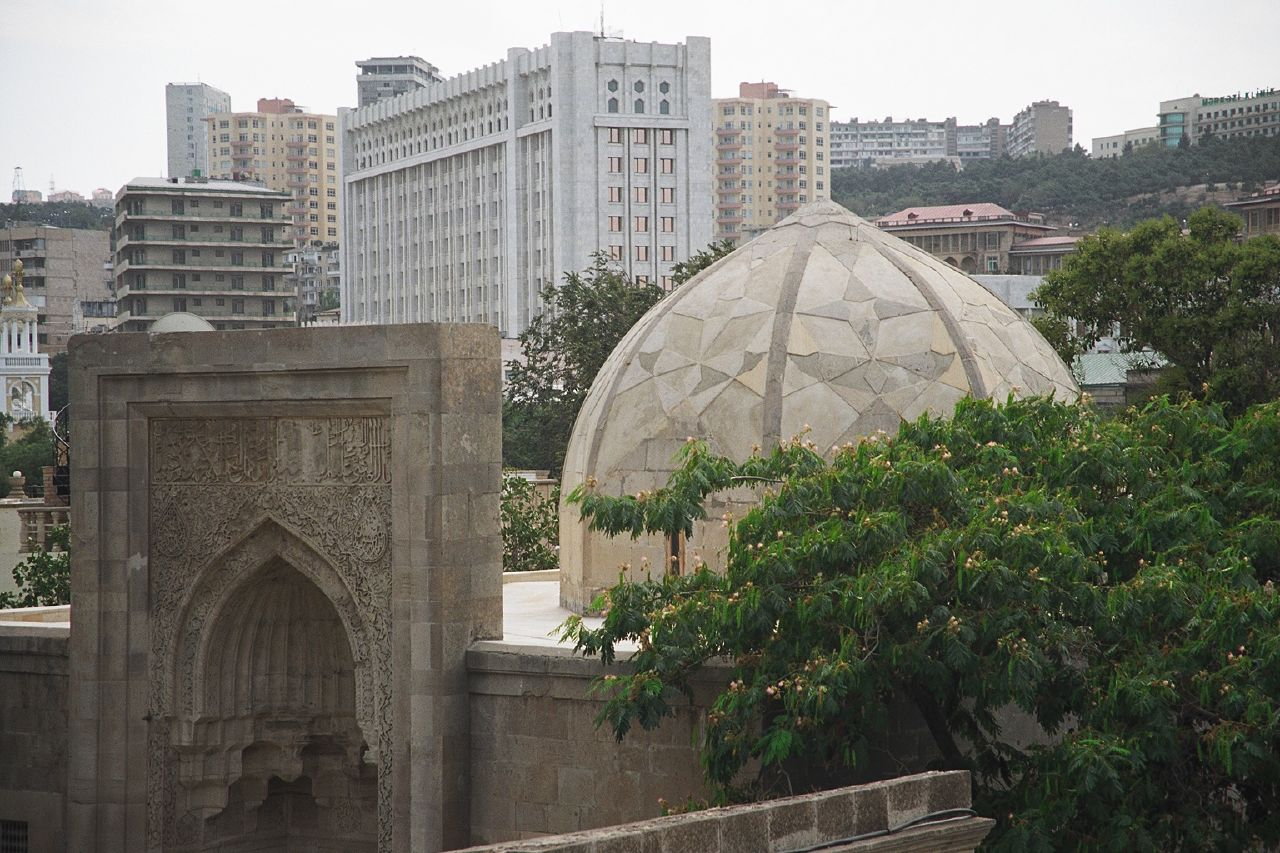
中心街
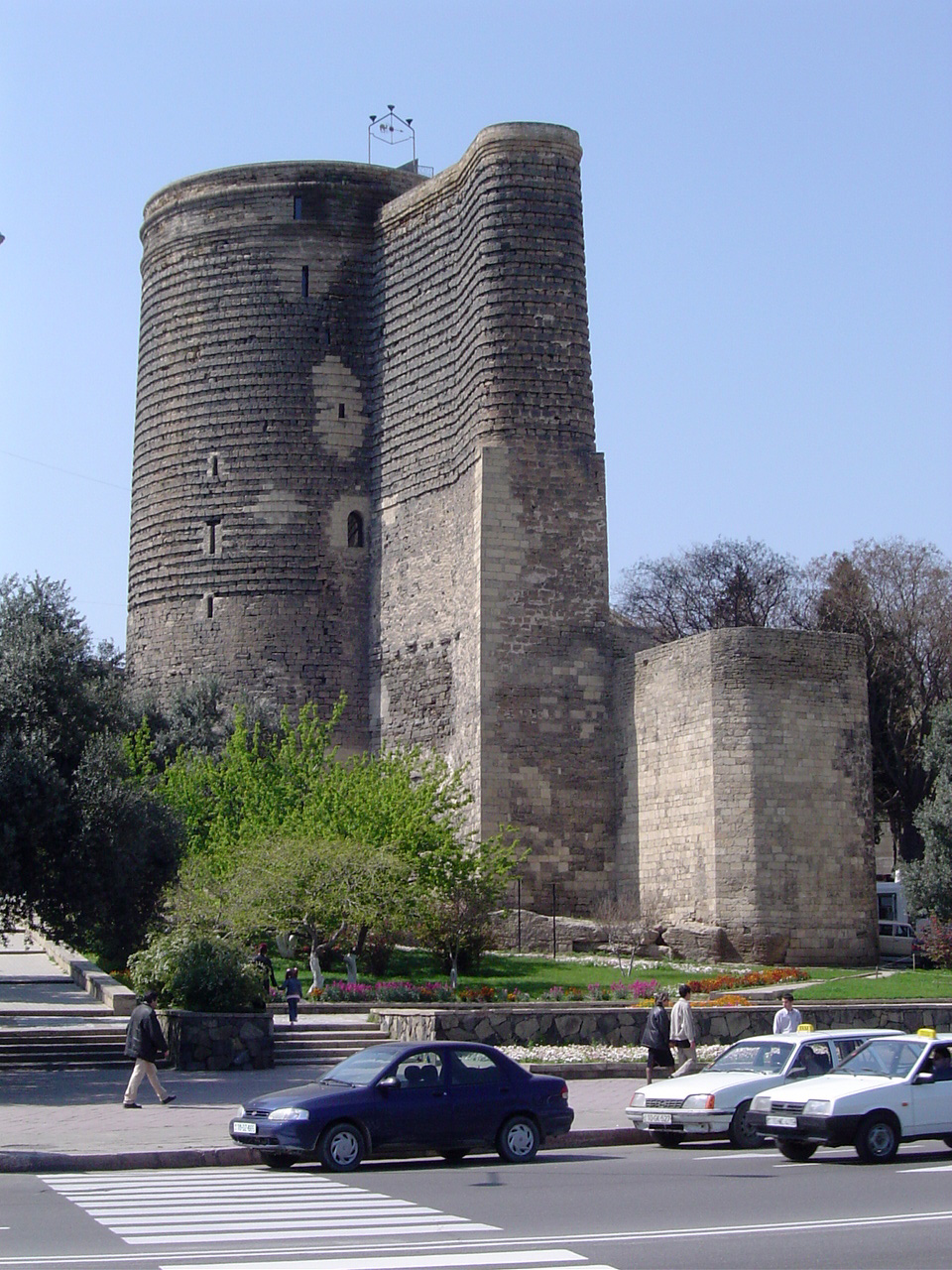
乙女の塔
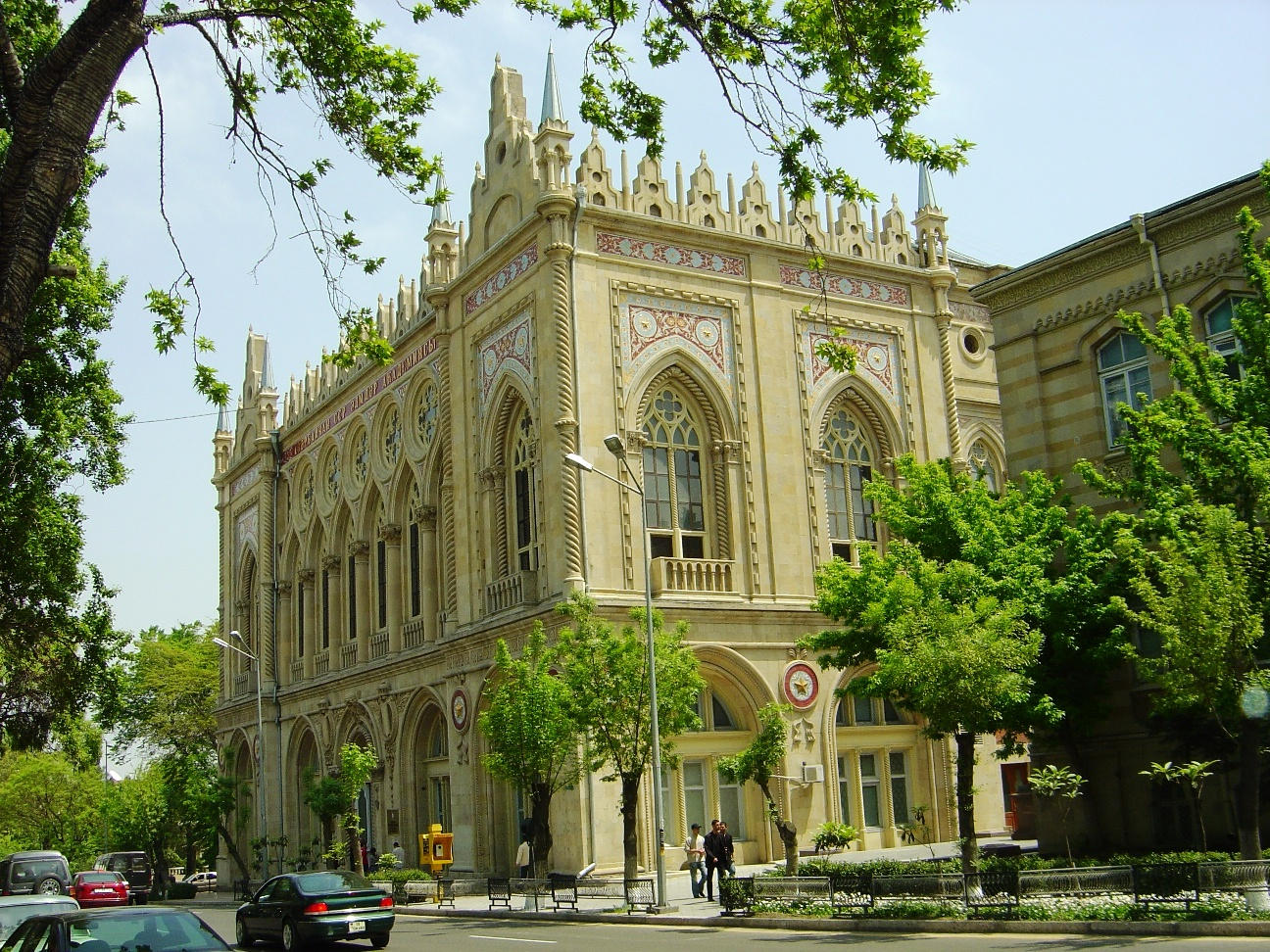
大学